# Baby I Need Your Loving
Baby I Need Your Loving was de eerste single van de Amerikaanse soulgroep The Four Tops die de top 40 wist te bereiken. Hierdoor was het hun eerste hitsingle en het bleef niet bij een top 40 notering. In de herfst van 1964 kwam het nummer terecht op #11, waardoor het ook meteen de eerste top 15 hit voor The Four Tops was. Baby I Need Your Loving is afkomstig van het eerste album van de groep, Four Tops.
Naast dat Baby I Need Your Loving de eerste top 40 hit was voor The Four Tops, kende het nummer nog meer primeurs. Zo was de single het eerste nummer van de groep dat bij Motown opgenomen werd, de platenmaatschappij uit Detroit. Dankzij het succes van Baby I Need Your Loving zou het nummer door vele andere hits bij Motown opgevolgd worden, zoals I Can't Help Myself, Bernadette en Still Water (Love). Baby I Need Your Loving was niet alleen de eerste Motown single van The Four Tops, het was ook de eerste single die voor hen geschreven werd door het songwriterstrio Holland-Dozier-Holland. Later zouden zij ook hits als It's the Same Old Song, Standing in the Shadows of Love en 7 Rooms of Gloom voor de groep schrijven.
Baby I Need Your Loving is een nummer dat als onderwerp heeft dat de verteller niet zonder zijn geliefde kan en dat hij haar per se nodig heeft. Het nummer met deze boodschap werd op 8 juli 1964 opgenomen en al twee dagen later, 10 juli, uitgebracht. Dit was zeer snel na opname, want een nummer als You Can't Hurry Love van The Supremes was 1 augustus 1966 klaar met opname, maar werd datzelfde jaar pas 12 oktober uitgebracht.
De B-kant van de versie van The Four Tops van Baby I Need Your Loving is het nummer Call on Me, wat van hetzelfde album afkomstig is. Het duurde overigens bijna een jaar voordat ze op album verschenen. Call on Me werd later onder meer gecoverd door een andere Motown artiest, Shorty Long. Baby I Need Your Loving werd eveneens meerdere malen gecoverd, onder andere door The Supremes, Gladys Knight & the Pips, The Fourmost, die er een #24 in het Verenigd Koninkrijk mee had, en door Johnny Rivers, die er in 1967 een #3 hit in de Verenigde Staten mee kende.

## Bezetting
- Lead: Levi Stubbs
- Achtergrond: Lawrence Payton, Abdul "Duke" Fakir, Renaldo "Obie" Benson en The Andantes
- Instrumentatie: The Funk Brothers
- Schrijvers: Holland-Dozier-Holland
- Productie: Brian Holland en Lamont Dozier